# Scooby-Doo and the Witch's Ghost
Scooby-Doo and the Witch's Ghost is een Amerikaanse animatiefilm, en de tweede direct-naar-video-film gebaseerd op de serie Scooby-Doo. De film kwam uit op 5 oktober 1997 en werd geproduceerd door Warner Bros. Animation. De film werd geregisseerd door Jim Stenstrum.

## Verhaal
De Mystery, Inc. groep wordt door horrorschrijver Ben Ravencroft uitgenodigd in diens thuisstad Oakhaven. Wanneer de groep hier aankomt blijkt de stad te worden geteisterd door de geest van een heks. Ben Ravencroft gelooft dat de geest die van zijn voorouder Sarah Ravencroft is, die honderden jaren geleden door de inwoners van de stad ter dood werd veroordeeld omdat ze een heks was. In werkelijkheid was ze een genezer, een Wiccan. Hij wil de hulp van Mystery Inc. om haar naam te zuiveren.
De groep ontmoet tijdens hun onderzoek een gothic rockband genaamd de Hex Girls, bestaande uit Luna, Dusk en Thorn.
Aanvankelijk is Mystery Inc sceptisch over de heksgeest, en ze vermoeden dat het zoals altijd een verkleed persoon is. Ze vermoeden dat dit spook gebruikt wordt door de burgemeester en de dorpelingen als een publiciteitsstunt. Maar het team moet al snel terugkomen op deze conclusie, want ze hebben te maken met een echte geest.
Dan blijkt dat Ben hen heeft voorgelogen. Zijn voorouder was wel een heks. Hij heeft haar geest terug gehaald uit de dood zodat ze wraak kan nemen op de stad. Het blijkt dat alleen Thorn de geest van Sara Ravencroft kan stoppen omdat zij wel een Wiccan als voorouder had. Thorn slaagt erin Sara’s geest terug te zuigen in het boek waarmee Ben haar uit de onderwereld heeft gehaald. Voordat ze in het boek verdwijnt sleurt Sara Ben met zich mee. Naderhand wordt het boek verbrand.
Nu dit achter de rug is, geven de Hex Girls alsnog hun concert. Mystery, Inc speelt mee als achtergrondkoor.

## Rolverdeling
| Acteur           | Personage                 |
| ---------------- | ------------------------- |
| Scott Innes      | Scooby-Doo, Shaggy Rogers |
| Frank Welker     | Fred Jones                |
| Mary Kay Bergman | Daphne Blake              |
| B.J. Ward        | Velma Dinkley             |
| Tim Curry        | Ben Ravencroft            |
| Jane Wiedlin     | Dusk                      |
| Jennifer Hale    | Thorn                     |
| Kimberly Brooks  | Luna                      |
| Tress MacNeille  | Sarah Ravencroft          |
| Bob Joles        | Jack                      |
| Peter Renaday    | McKnight                  |

## Trivia
- De Hex Girls doken later weer op in de film Scooby-Doo and the Legend of the Vampire en in de aflevering "The Vampire Strikes Back" van de serie What's New, Scooby-Doo?.
- Ben Ravencroft is duidelijk gebaseerd op Stephen King.
- In de film leest Ben Ravencroft een krant waarin een artikel staat over het "Moat Monster Mystery". Dit was de zaak die "Mystery Inc" aan het begin van de vorige film oploste.
- Daphne vraagt in deze film aan Fred waarom zij altijd alleen op stap gaan, los van Velma, Scooby en Shaggy. Dit is een referentie naar de originele televisieserie, waarin dat nogal vaak gebeurde. Dit was omdat het productieteam Fred en Daphne niet graag tekende en hen daarom scheidde van de rest van de groep.
- De slotscène waarin Mystery Inc meespeelt in een band is een referentie naar het originele idee voor de Scooby-Doo series, waarin de serie zou draaien om een tienerband die mysteries oplost.
- In de film worden heksen gezien als slecht, en wiccans als goed. In werkelijkheid zien veel Wiccans zichzelf als heksen, en voor hen heeft het woord “heks” geen negatieve betekenis.